# 沖繩板塊
 隐没带

 Alps  造山带
30→ 相对于非洲板块的移动速度（毫米/Y）
沖繩板塊是窄長的板塊，從台灣北端一直延伸至九州南端，東面的琉球海溝是条隐没带，菲律宾板塊于此隐没于其下；西边的沖繩海槽把沖繩板塊與普遍被認為是歐亞大陸板塊一部分的長江板塊分開。东北部则以张裂型边界和阿穆尔板块相连。